# Marcel Melrac
Marcel Melrac est un acteur français, actif des années 1930 au début des années 1950.

## Biographie
Malgré une présence sur scène et à l'écran pendant plus de vingt ans, on ne sait pratiquement rien de Marcel Melrac dont on ignore même s'il s'agit de son véritable nom.
Apparu sur les scènes de music-hall dès 1932 et sur les écrans à partir de 1934, Melrac a joué dans plus d'une cinquantaine de films où il a surtout été cantonné dans des seconds rôles d'employés, d'ouvriers et le plus souvent de policiers.
On perd définitivement sa trace après un dernier rôle dans Casque d'Or de Jacques Becker sorti en mars 1952.

## Filmographie
- 1934 : Les Bleus de la marine de Maurice Cammage
- 1935 : L'Équipage d'Anatole Litvak - Le planton
- 1936 : Une gueule en or de Pierre Colombier - Le barman
- 1936 : Moutonnet de René Sti
- 1936 : Avec le sourire de Maurice Tourneur
- 1937 : Ignace de Pierre Colombier - Un machiniste
- 1937 : Les Rois du sport de Pierre Colombier - Un agent du commissariat
- 1937 : L'Alibi de Pierre Chenal
- 1937 : Un scandale aux Galeries de René Sti - L'agent
- 1937 : Trois Artilleurs au pensionnat de René Pujol
- 1938 : Hercule d'Alexandre Esway et Carlo Rim
- 1938 : Mollenard de Robert Siodmak
- 1938 : Belle Étoile de Jacques de Baroncelli : Bob
- 1938 : Carrefour de Kurt Bernhardt
- 1938 : Gibraltar de Fédor Ozep
- 1938 : Hôtel du Nord de Marcel Carné - Un agent de police
- 1938 : La Piste du sud de Pierre Billon - Doholu
- 1938 : Le Quai des brumes de Marcel Carné
- 1939 : Le jour se lève de Marcel Carné
- 1939 : Nord-Atlantique de Maurice Cloche - Un membre de l'équipage
- 1939 : Remorques de Jean Grémillon - Un marin du "Cyclope"
- 1940 : Menaces d'Edmond T. Gréville - Un soldat
- 1940 : Narcisse d'Ayres d'Aguiar
- 1940 : Faut ce qu'il faut de René Pujol
- 1940 : Cavalcade d'amour de Raymond Bernard - L'employé du gaz
- 1941 : Volpone de Maurice Tourneur - Un soldat
- 1941 : Péchés de jeunesse de Maurice Tourneur - Le chauffeur
- 1941 : Ce n'est pas moi de Jacques de Baroncelli
- 1942 : Le Bienfaiteur de Henri Decoin - Un inspecteur
- 1942 : L'Inévitable Monsieur Dubois de Pierre Billon - Le garagiste
- 1942 : Monsieur La Souris de Georges Lacombe - Jim
- 1943 : Une étoile au soleil de André Zwobada
- 1944 : Cécile est morte, de Maurice Tourneur - Le chauffeur de taxi
- 1944 : Les Caves du Majestic de Richard Pottier
- 1945 : Vingt-quatre Heures de perm' de Maurice Cloche
- 1945 : Les Enfants du paradis de Marcel Carné - Film tourné en deux époques - Un gendarme
- 1946 : La Femme en rouge de Louis Cuny
- 1947 : Éternel Conflit de Georges Lampin - Un garçon de piste
- 1948 : L'Idole de Alexandre Esway
- 1948 : Après l'amour de Maurice Tourneur - Le propriétaire
- 1948 : Jo la Romance de Gilles Grangier - Frédéric
- 1948 : L'Armoire volante de Carlo Rim
- 1949 : La Maternelle de Henri Diamant-Berger - Fernand
- 1949 : Mission à Tanger d'André Hunebelle - Un journaliste
- 1950 : Maria du bout du monde de Jean Stelli
- 1950 : Mon phoque et elles de Pierre Billon - L'employé de la gare
- 1950 : Passion de Georges Lampin
- 1950 : Rue des Saussaies de Ralph Habib - Un inspecteur
- 1950 : Boîte de nuit d'Alfred Rode - Le chauffeur
- 1950 : Les Deux Gamines de Maurice de Canonge - L'agent
- 1951 : Le Chéri de sa concierge de René Jayet - Un commissaire
- 1951 : L'Amant de paille de Gilles Grangier - Monsieur Henri
- 1951 : Sérénade au bourreau de Jean Stelli
- 1951 : Le Vrai Coupable de Pierre Thévenard[3]
- 1952 : Paris chante toujours de Pierre Montazel - Un policier
- 1952 : Casque d'Or de Jacques Becker : un cocher

## Théâtre
- 1937 : L'Opéra de quat'sous de Bertolt Brecht, mise en scène Francesco von Mendelssohn, Raymond Rouleau, Théâtre de l'Étoile